# Cisteina-S-conjugato N-acetiltransferasi
La cisteina-S-coniugato N-acetiltransferasi è un enzima appartenente alla classe delle transferasi, che catalizza la seguente reazione:
acetil-CoA + una S-L-cisteina sostituita ⇄ CoA + una S-N-acetil-L-cisteina
La S-benzil-L-cisteina e, in ordine decrescente di attività, la S-butil-L-cisteina, la S-propil-L-cisteina, la O-benzil-L-serina e la S-etil-L-cisteina possono agire come accettori.